# Astaillac
Astaillac – miejscowość i gmina we Francji, w regionie Nowa Akwitania, w departamencie Corrèze.
Według danych na rok 1990 gminę zamieszkiwało 225 osób, a gęstość zaludnienia wynosiła 31 osób/km² (wśród 747 gmin Limousin Astaillac plasuje się na 411. miejscu pod względem liczby ludności, natomiast pod względem powierzchni na miejscu 612).

## Populacja

Populacja Astaillac w latach 1962–2008